# Bilderwand Bertramstraße

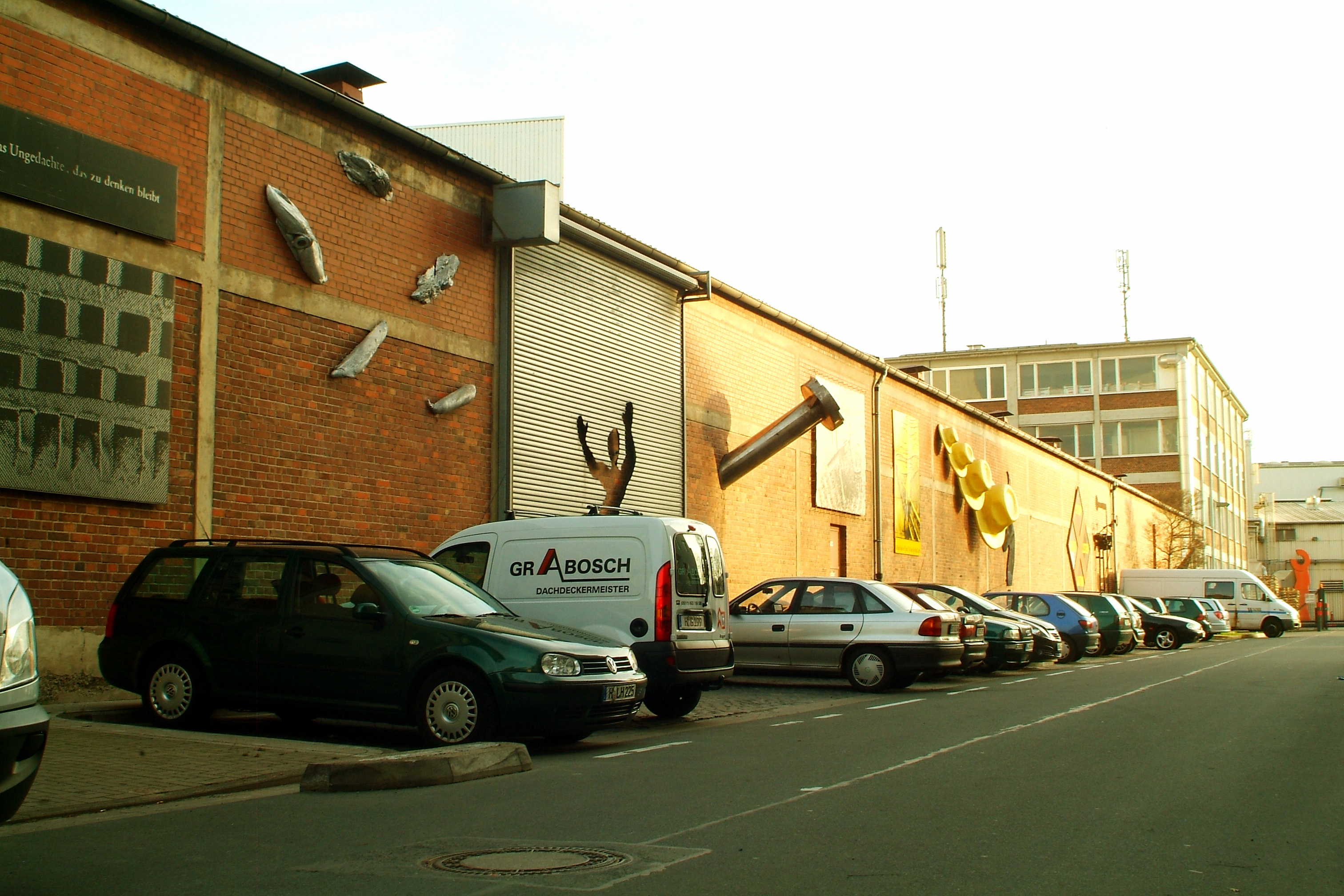
Bilderwand Bertramstraße in Hannover-Hainholz

Die Bilderwand Bertramstraße in Hannover ist eine von Siegfried Neuenhausen initiierte und 1991 präsentierte Installation von Kunst im öffentlichen Raum. In der Sackgasse Bertramstraße im Stadtteil Hainholz installierten international bekannte Künstler ihre Arbeiten entlang einer rund 80 Meter langen und 6 Meter hohen Industriewand.

## Geschichte
Die Bertramstraße wurde 1892 angelegt und führte laut einem späteren Adressbuch der Stadt Hannover ursprünglich von der Schulenburger Landstraße zu der im selben Jahr angelegten Siegmundstraße. Die Siegmundstraße wurde laut den Hannoverschen Geschichtsblättern von 1914 nach dem „Miteigentümer der anliegenden Schmirgel- und Maschinenfabriken, Siegmund Oppenheim“ (* 15. August 1839 in Derneburg; † 26. Oktober 1915 in Berlin) benannt, der heutigen VSM Vereinigten Schmirgel- und Maschinen-Fabriken (VSM). Die verbindende Bertramstraße war jedoch „nach dem [dort ansässigen] Unternehmer der Straße“ benannt worden, „wohl dem Vollmeier Georg Friedrich Ludwig Bertram“ (* 16. Juli 1860 in Bad Schmiedeberg; † 25. Dezember 1909 in Hannover), der laut einem späteren Adressbuch der Stadt Hannover auch der Erbauer der Straße gewesen sein soll.

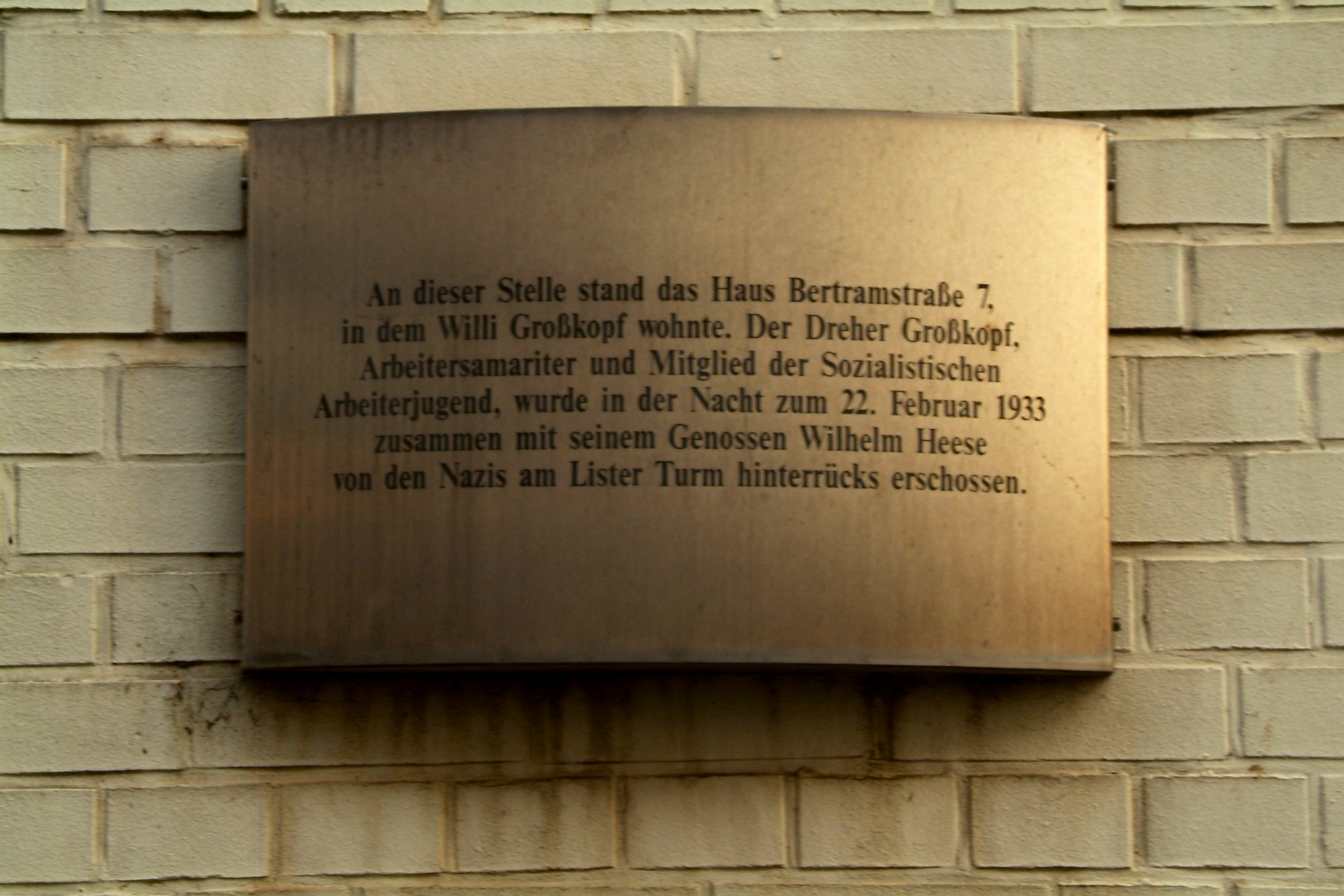
Gedenktafel für Wilhelm Großkopf und Wilhelm Heese, die 1933 durch Nationalsozialisten am Lister Turm erschossen wurden

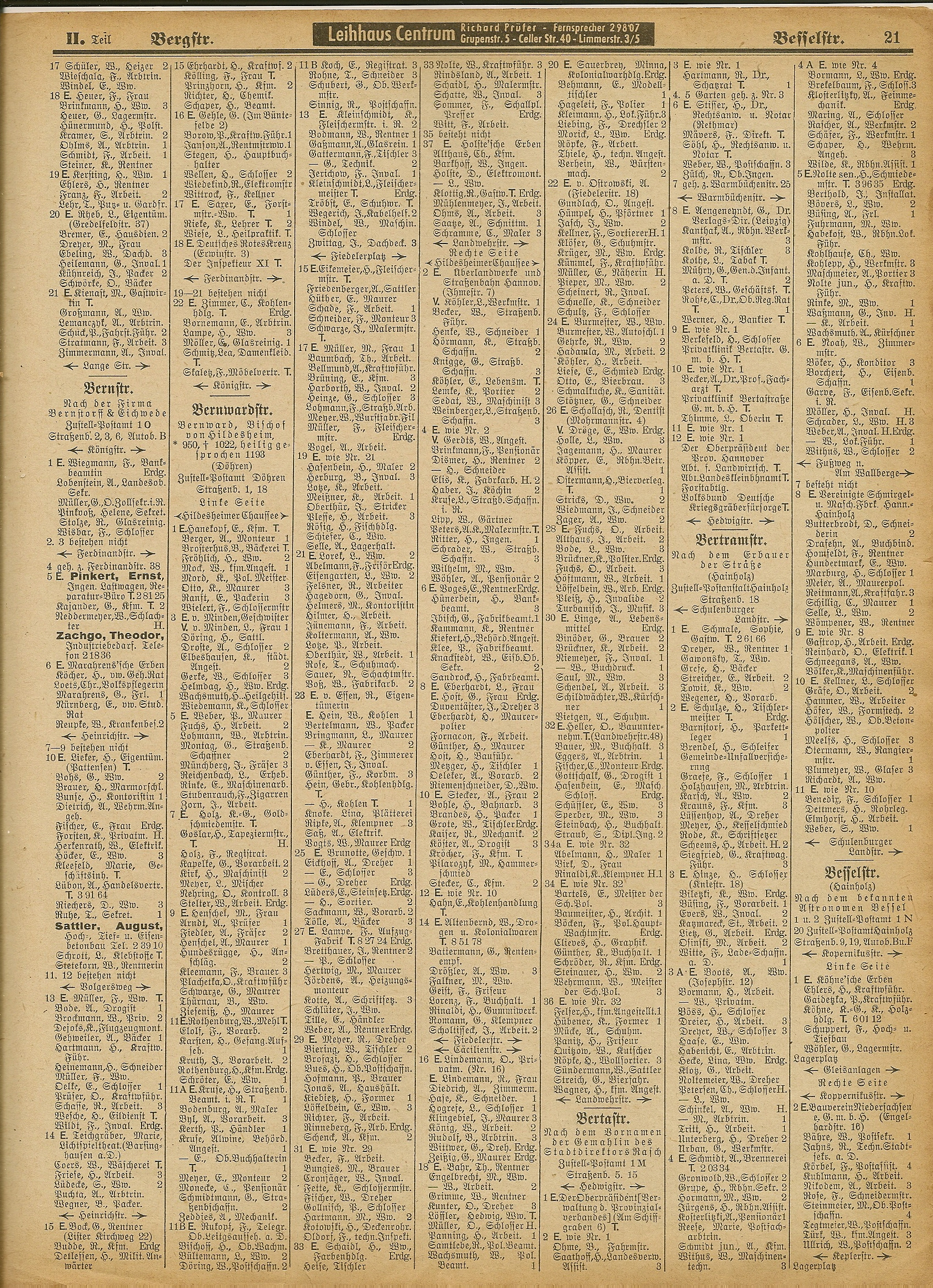
Seite des Adressbuches von Hannover von 1942 zur Bertramstraße

Zu Beginn der Zeit des Nationalsozialismus wohnte im ehemaligen Gebäude der Bertramstraße 7 der 1910 geborene, gelernte Dreher Willi Großkopf. Der damals 23-Jährige engagierte sich als Mitglied des Arbeiter-Samariter-Bundes Deutschland, der Sozialistischen Arbeiterjugend (SAJ) und des Reichsbanners Schwarz-Rot-Gold gegen die Machtergreifung durch die Nationalsozialisten. „Im Vorfeld der Reichstagswahlen vom 5. März 1933 sollte eine Wahlkundgebung der SPD (am Lister Turm …) schützen“ und wurde dabei am 22. Februar 1933 bei einem Überfall durch eine Sturmabteilung (SA) bei der damaligen Gaststätte am Lister Turm hinterrücks erschossen. An den ermordeten jungen Mann sowie an seinen ebenfalls getöteten Genossen Wilhelm Heese erinnert eine Gedenktafel, die später den Installationen der heutigen Bilderwand Bertramstraße vorangestellt wurde.
Ebenfalls 1933 benannten die Nationalsozialisten die ehemals dem Unternehmer Siegmund Oppenheim gewidmete und mit der Bertramstraße verbundene Siegmundstraße in Am Wallberge (entsprechend dem ehemaligen Flurnamen) um. Erst nach dem Ende des Zweiten Weltkrieges und nach der Befreiung vom Nationalsozialismus ehrt die Siegmundstraße seit 1945 wieder den Mitbegründer der VSM.

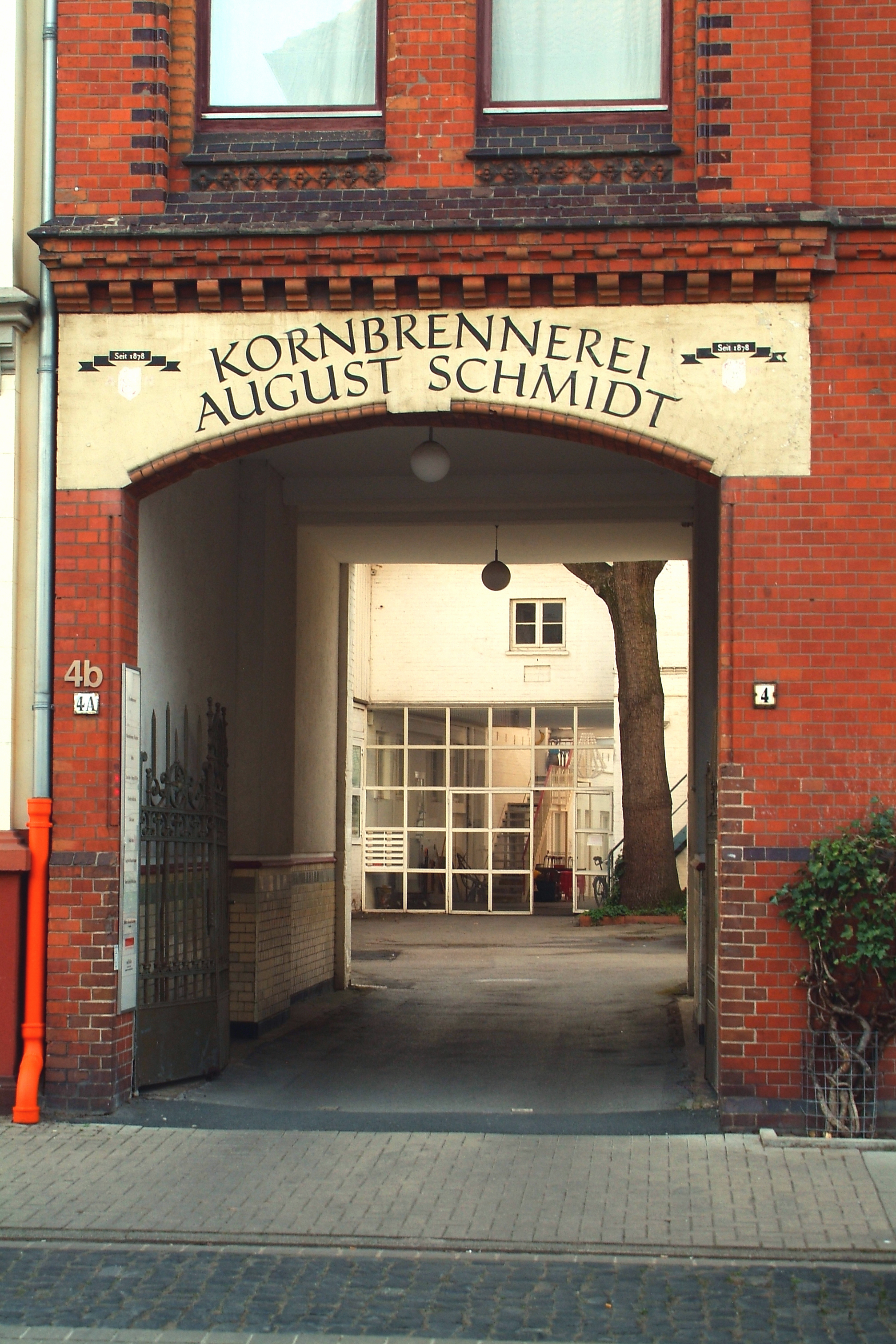
Die 1878 begründete Kornbrennerei August Schmidt in der Bertramstraße

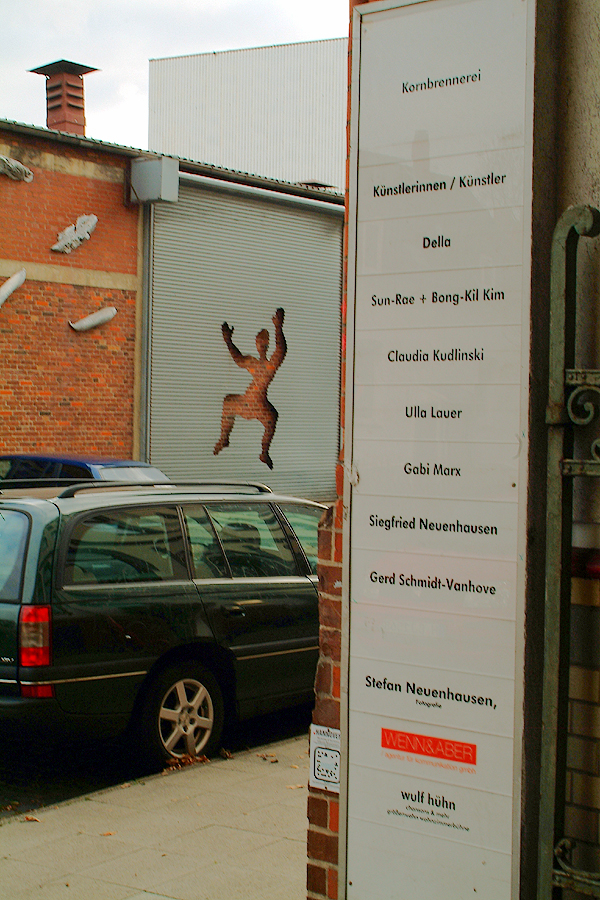
Die Kornbrennerei ist heute Atelier- und Werkhof, Wohnsitz sowie Galerie für zahlreiche Künstler

Aus Anlass der bevorstehenden 750-Jahr-Feier der Stadt Hannover sammelte Wolfgang Schatz, seinerzeit Geschäftsführer vom Freundeskreis Hannover und Bürger-Ansprechpartner der Projektgruppe 750-Jahr-Feier, um 1990 Vorschläge zur Aufwertung des hannoverschen Stadtbildes. Zu den gewünschten Projekt-Vorschlägen gehörte unter anderem die mit 80.000 DM angesetzte „Kunstwand Bertramstraße“.
Nachdem bereits zuvor der Künstler und damalige „Braunschweiger Akademieprofessor“ Siegfried Neuenhausen eine aufgelassene Schnapsfabrik in Hainholz erworben hatte, die 1878 gegründete Kornbrennerei August Schmidt, heute Werkhof für Künstler und Galerien, lud Neuenhausen elf zum Teil schon damals international renommierte Künstler zur Umgestaltung der Industriewand in der Bertramstraße ein, darunter Tony Cragg oder Timm Ulrichs. Zwei der geladenen Künstler, Ulla Lauer und Rüdiger Barhan, wohnten und arbeiteten seinerzeit auch im Gebäudekomplex des gegenüberliegenden Werkhofes, der Kornbrennerei. Zur Ausgestaltung der der VSM Vereinigte Schmirgel- und Maschinen-Fabriken zugehörigen Industriewand sollte jeder Künstler je eine Parzelle der mit Ziegelsteinen ausgekleideten Industriewand gestalten.
Präsentiert wurden die Installationen ab September 1991. Richard Hamiltons witterungsempfindliche „Medienwand“, das „Scanachrombild“ WARGAMES mit einem Bild des Kuwait-Irak-Krieges ist nachts anfangs mit einem heruntergelassenen Eisenrollo vor Beschädigungen geschützt worden. Es wurde später in das Sprengel Museum Hannover verbracht und durch eine Arbeit von Thomas Virnich ersetzt.

## Ansichten der Bilderwand

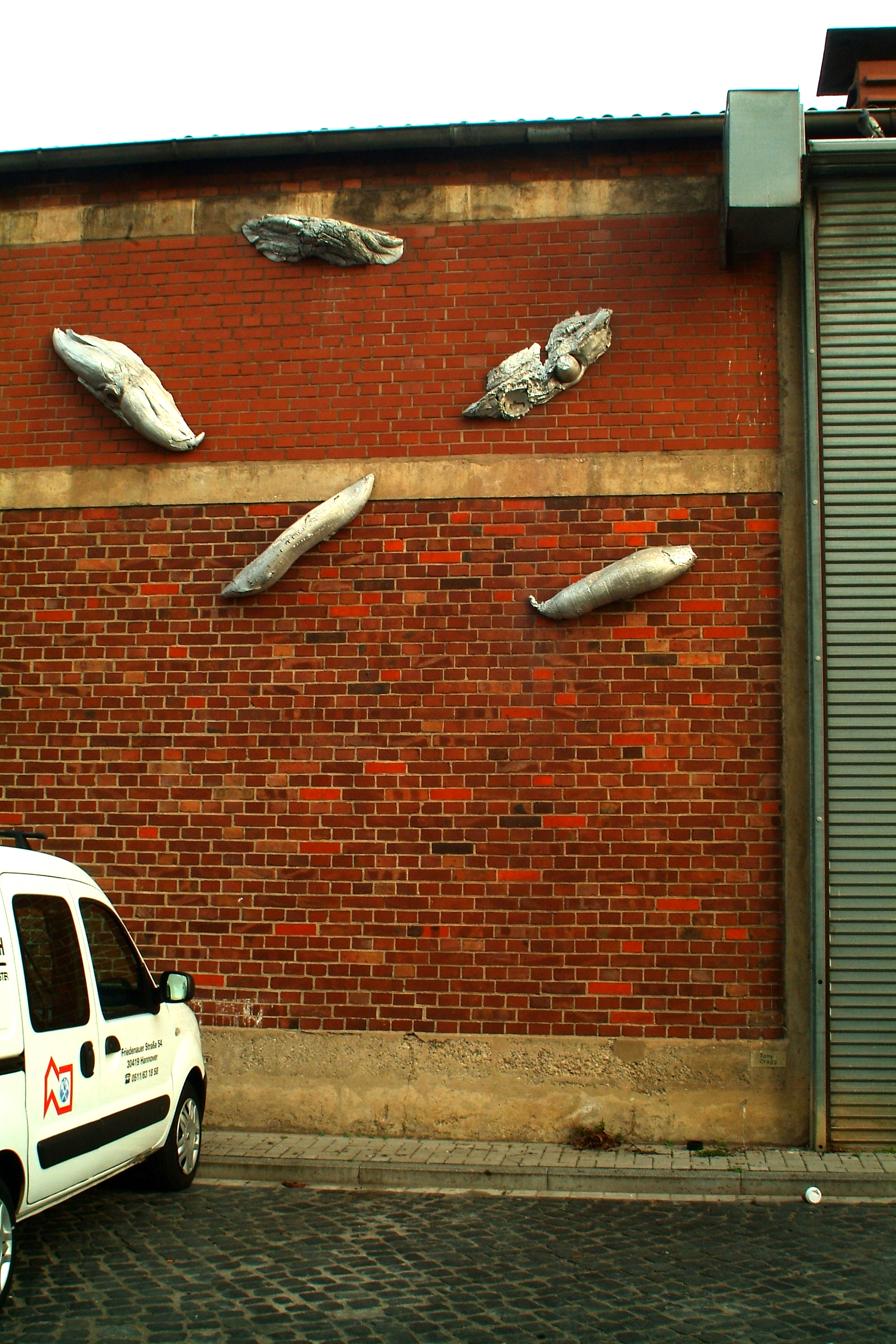
Tony Cragg
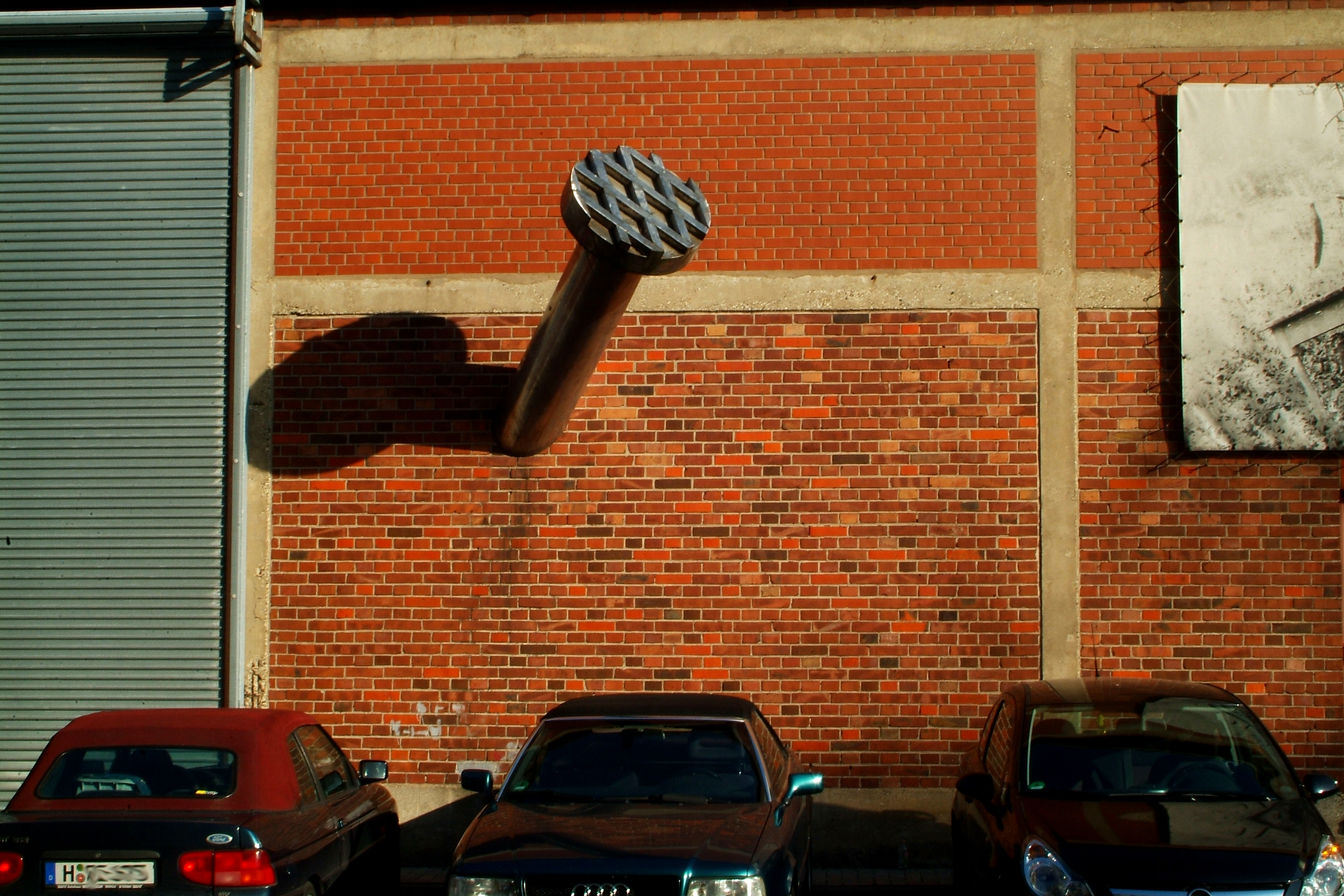
Günther Uecker
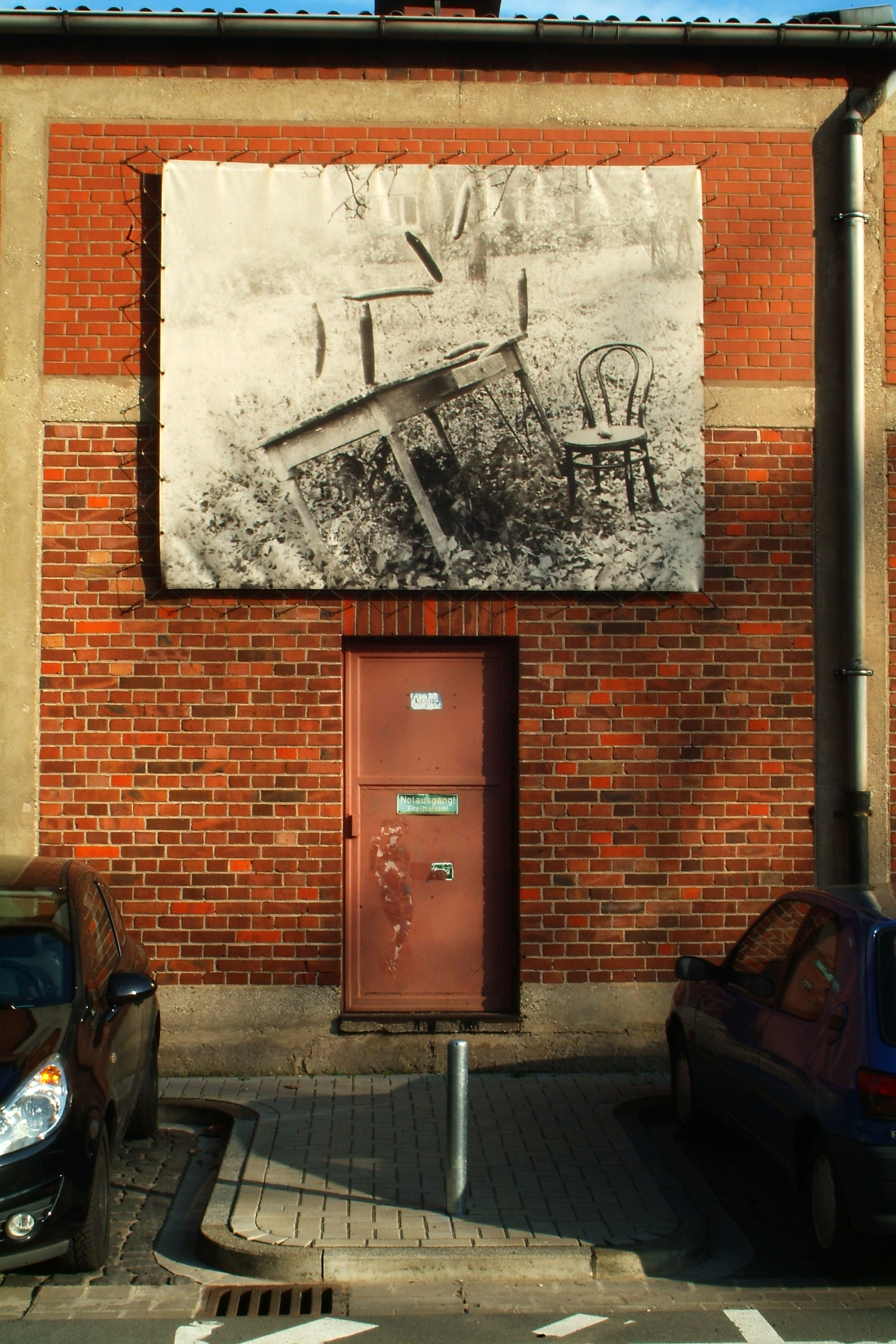
Johannes Brus
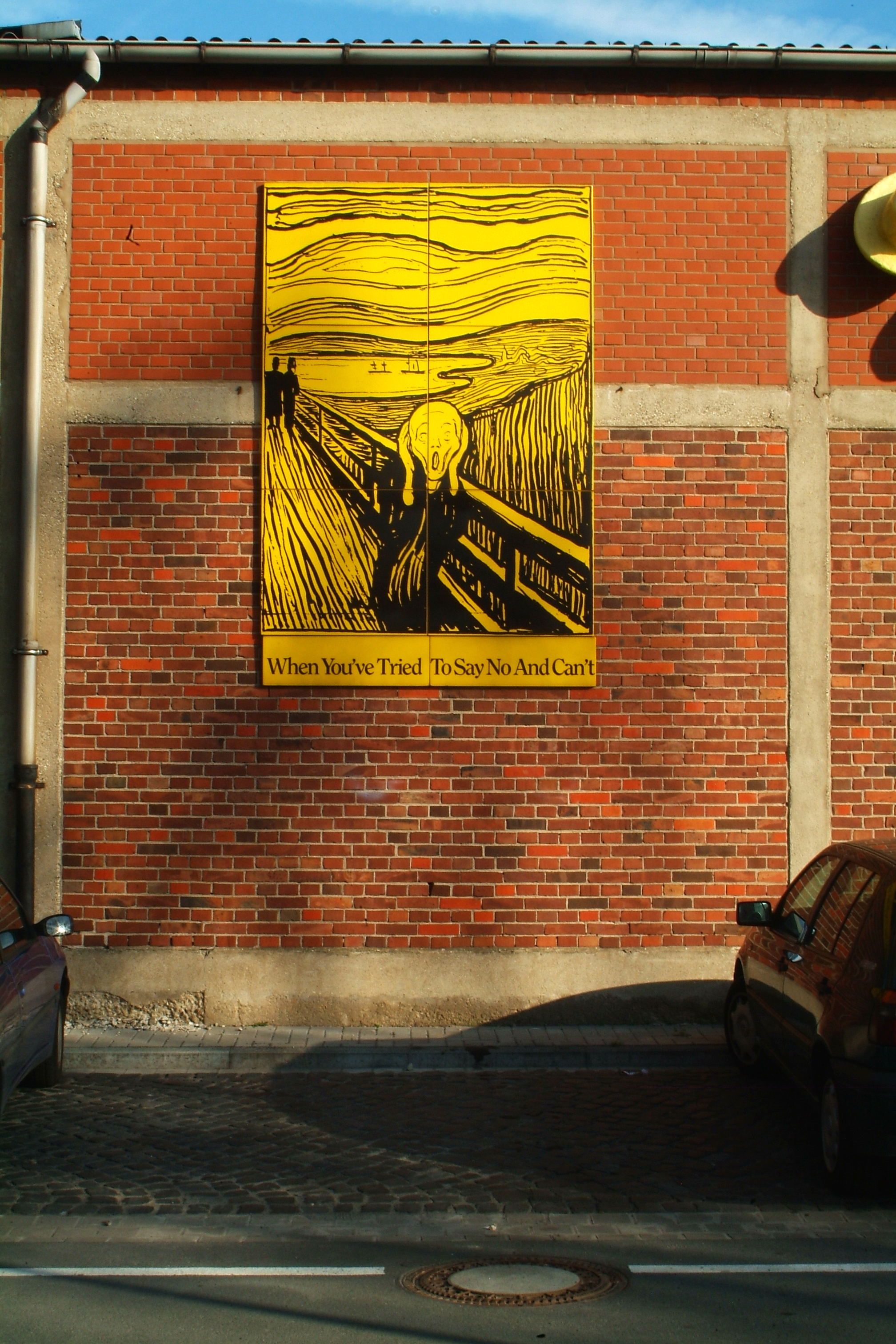
Rob Scholte: Schrei nach Edvard Munch
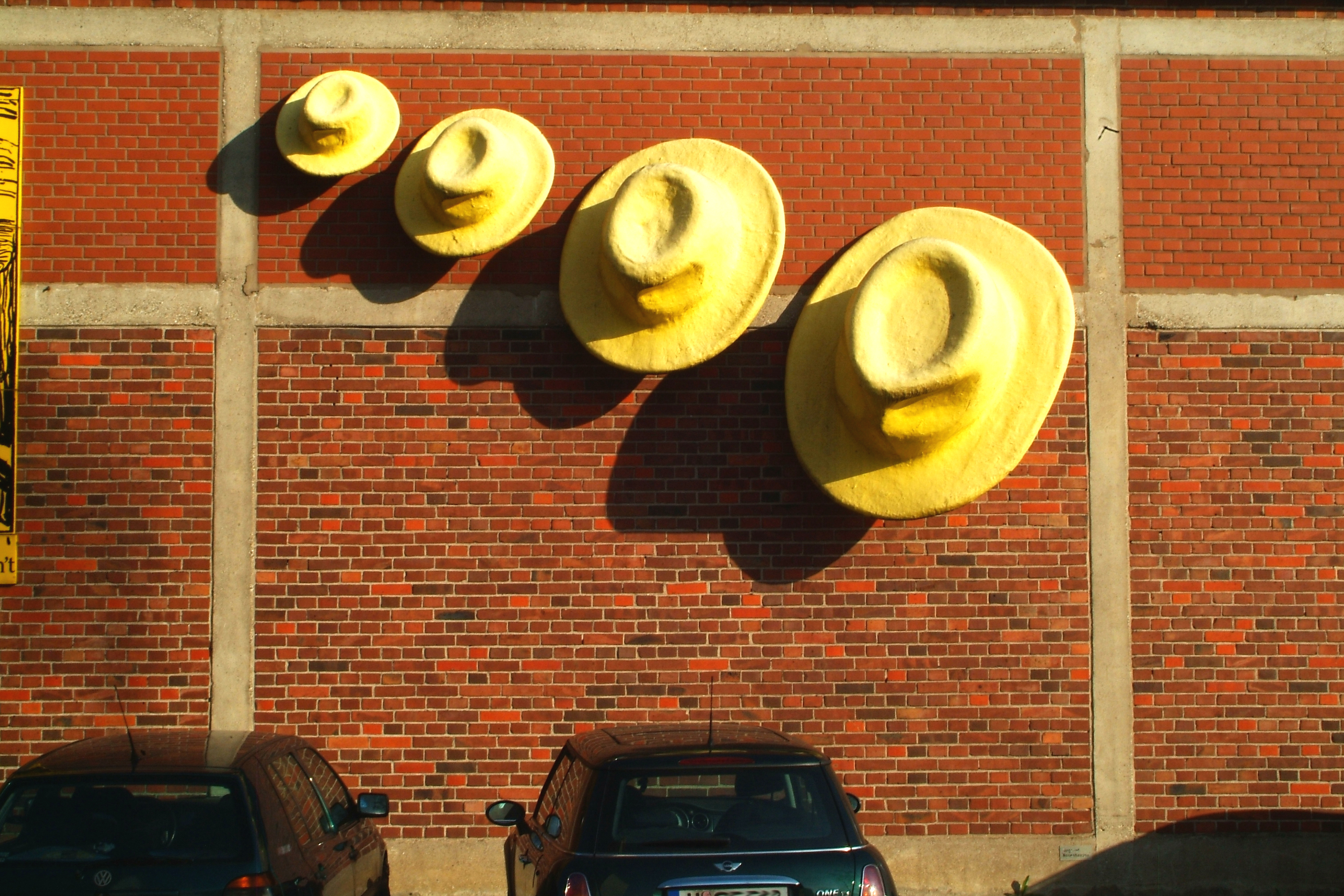
Siegfried Neuenhausen: Fliegende Hüte
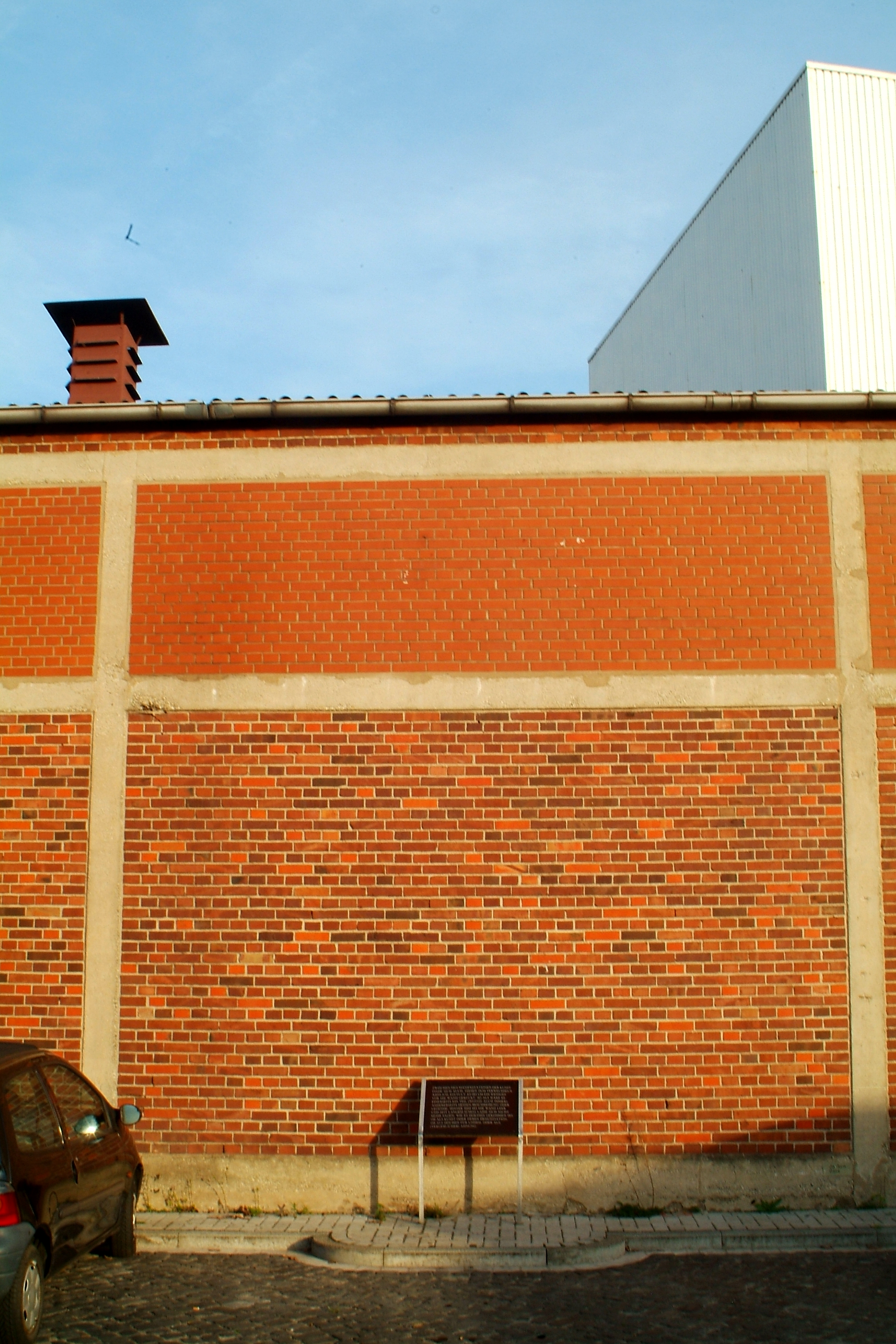
Jochen Gerz
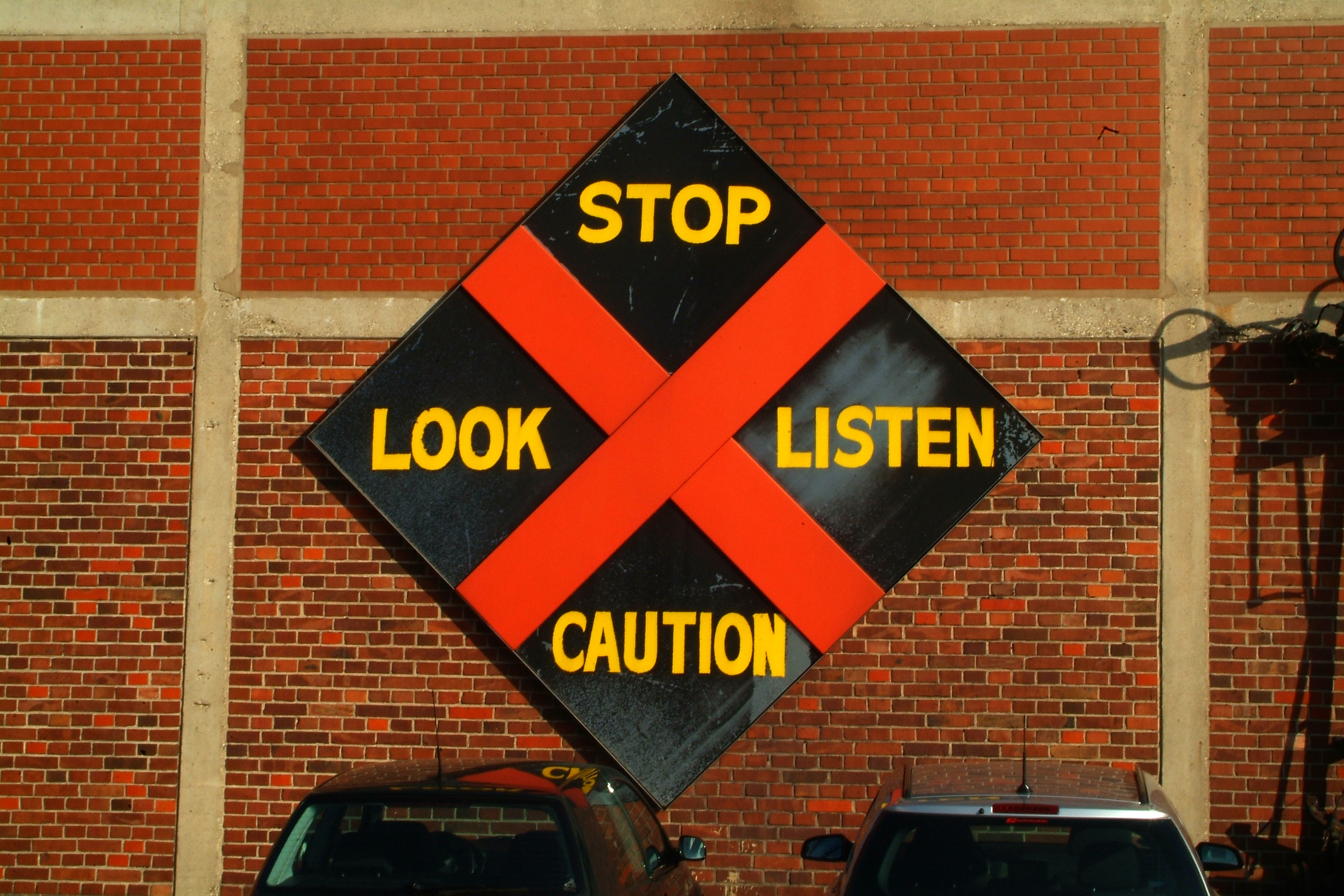
Gerd Winner: stop-look-listen caution
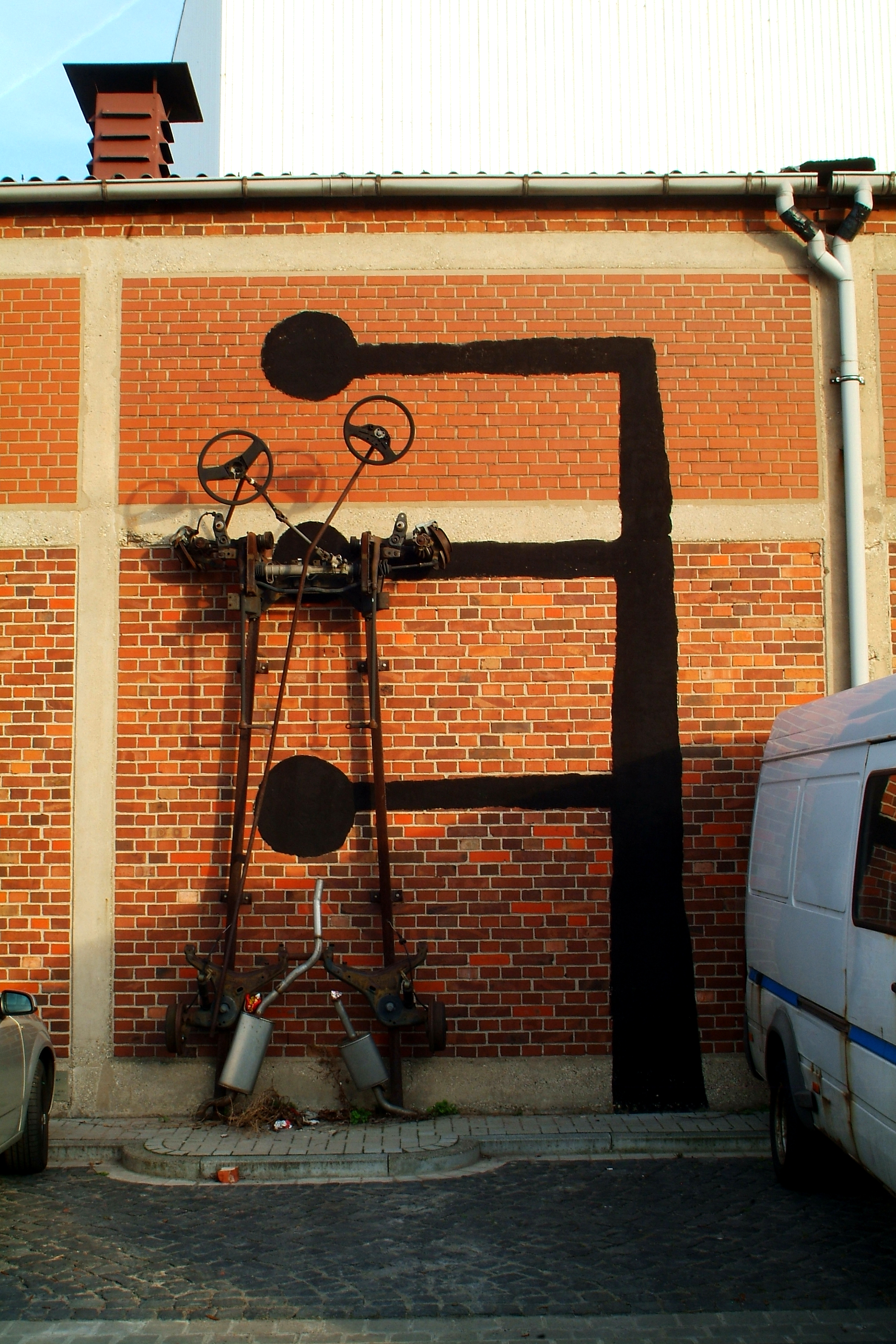
Felix Droese
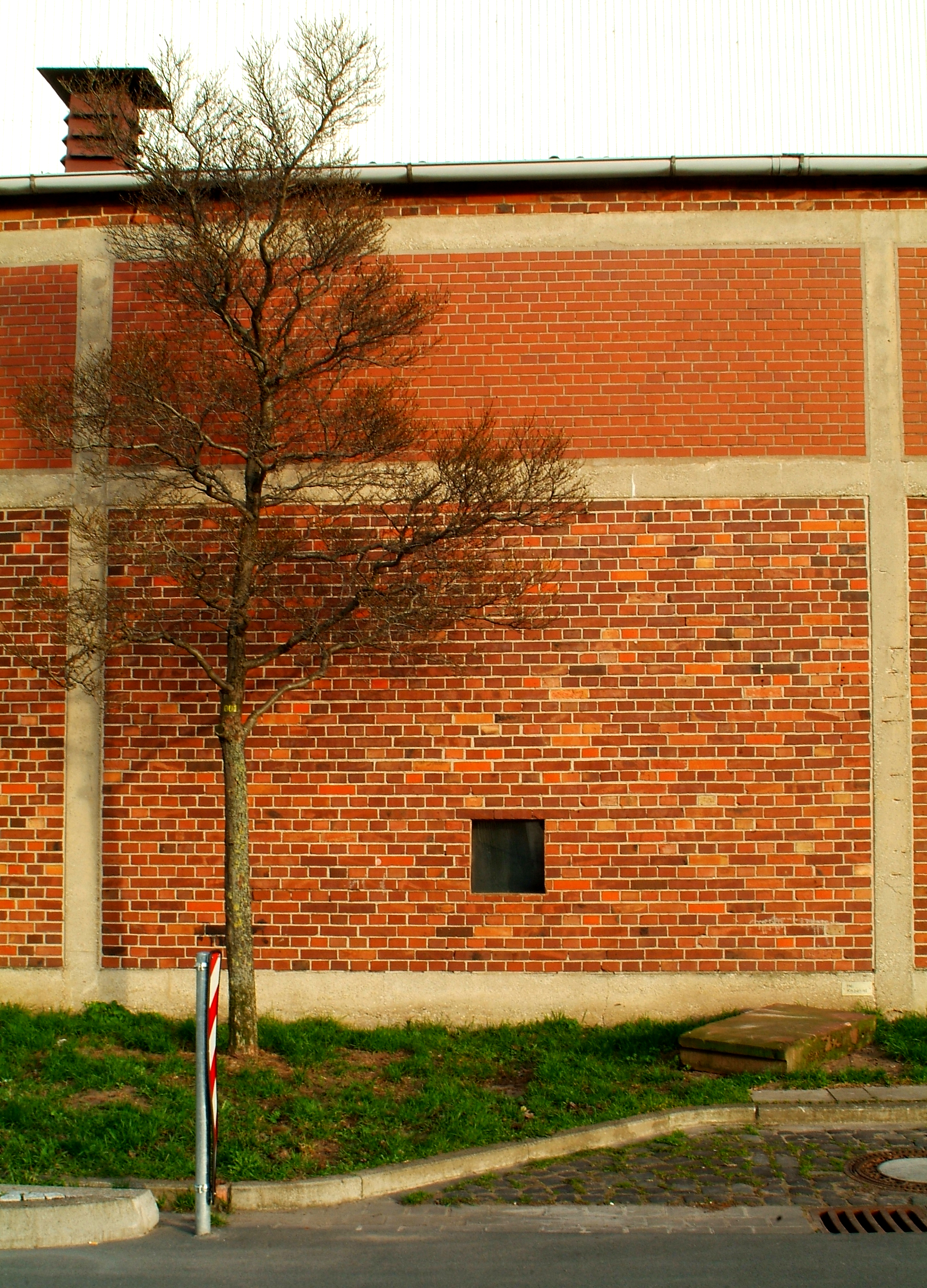
IMI Knoebel
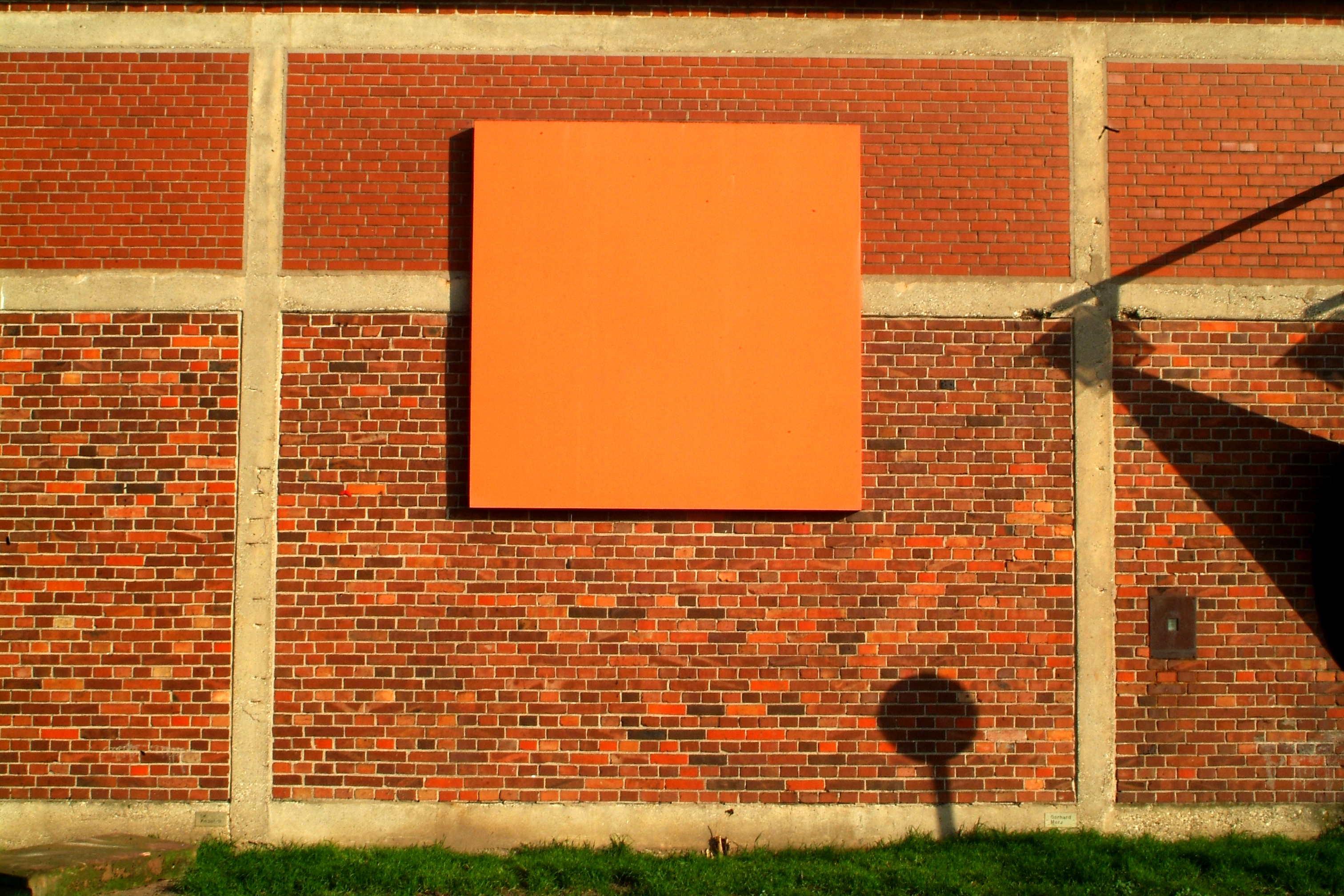
Gerhard Merz
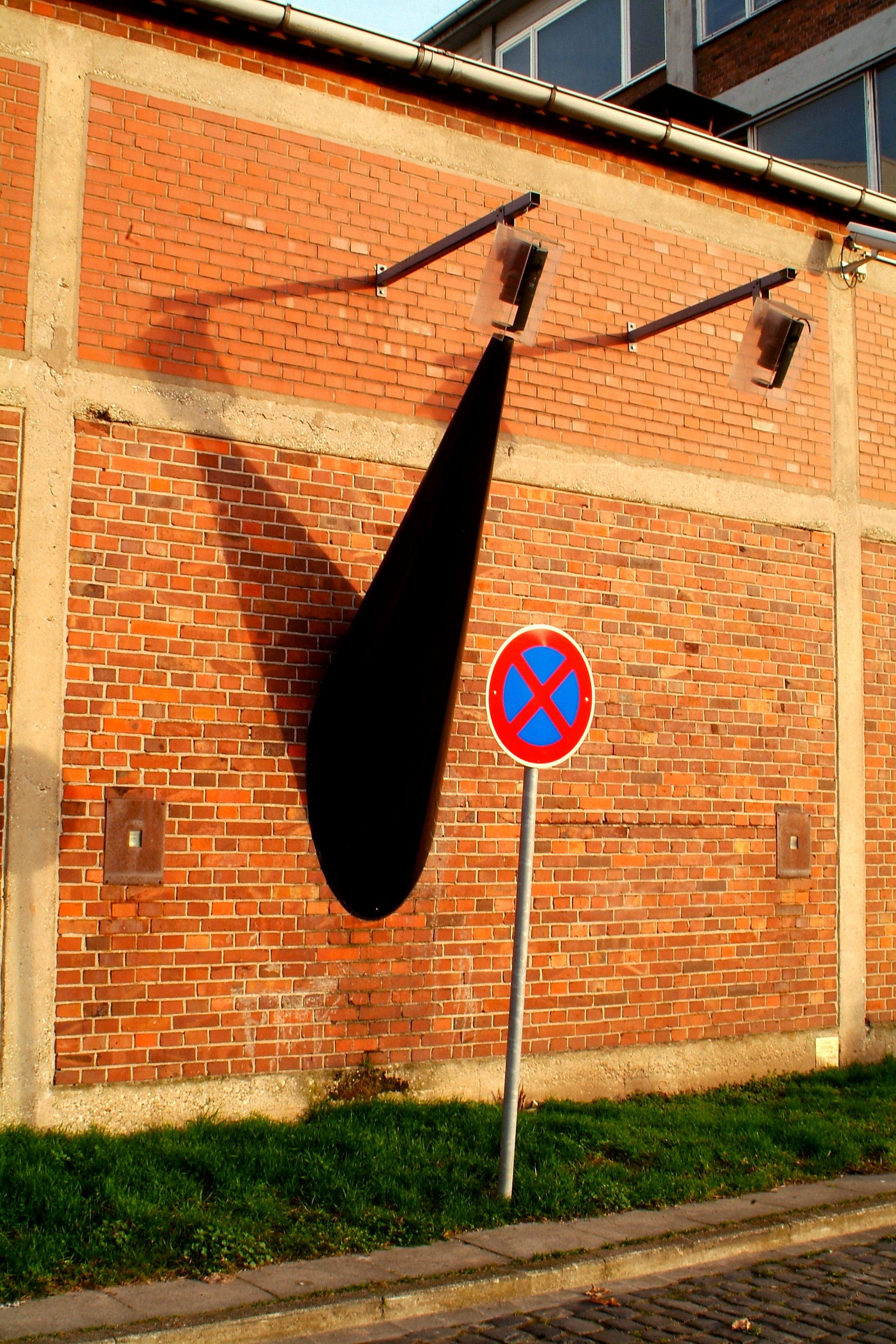
Timm Ulrichs
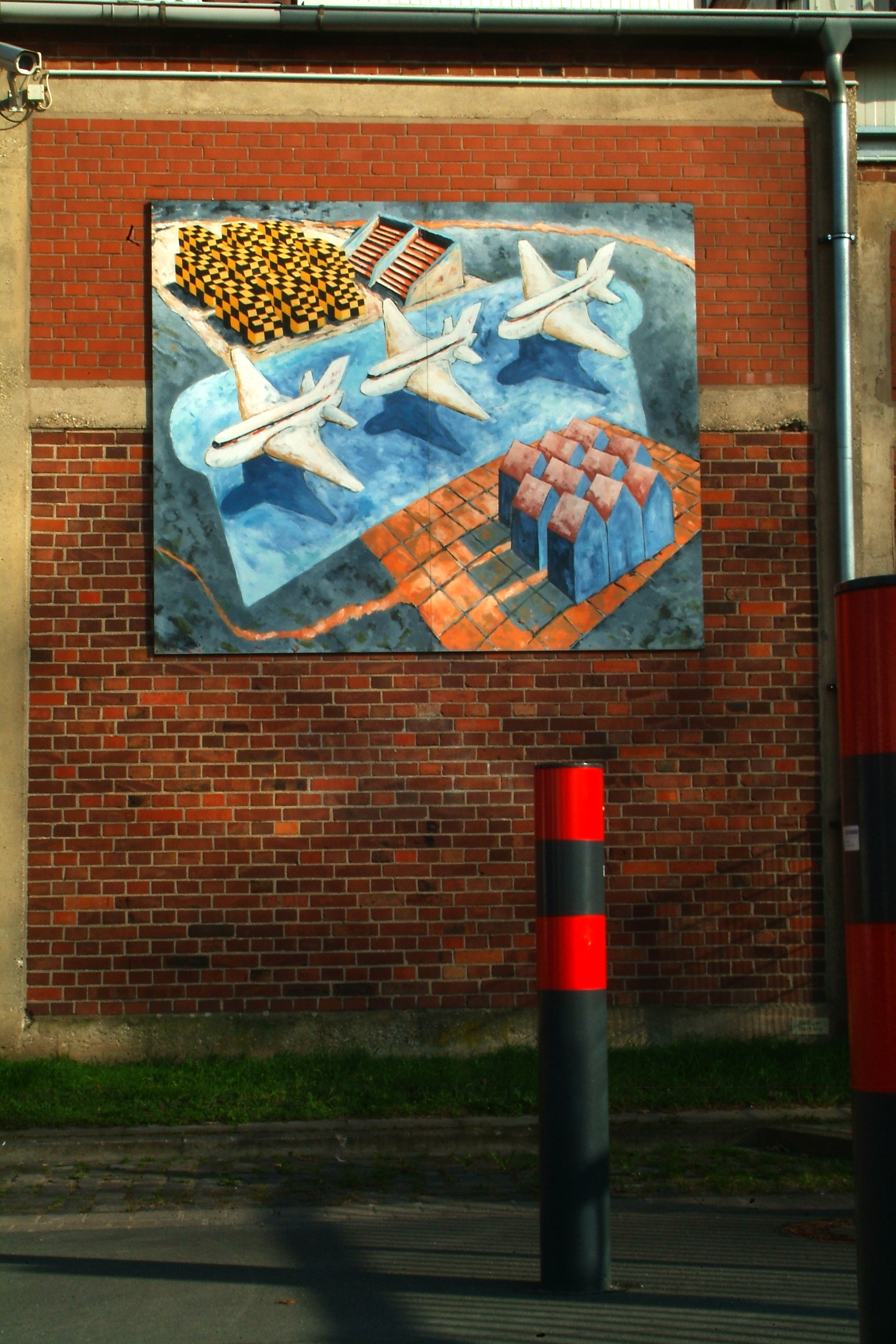
Rüdiger Barharn
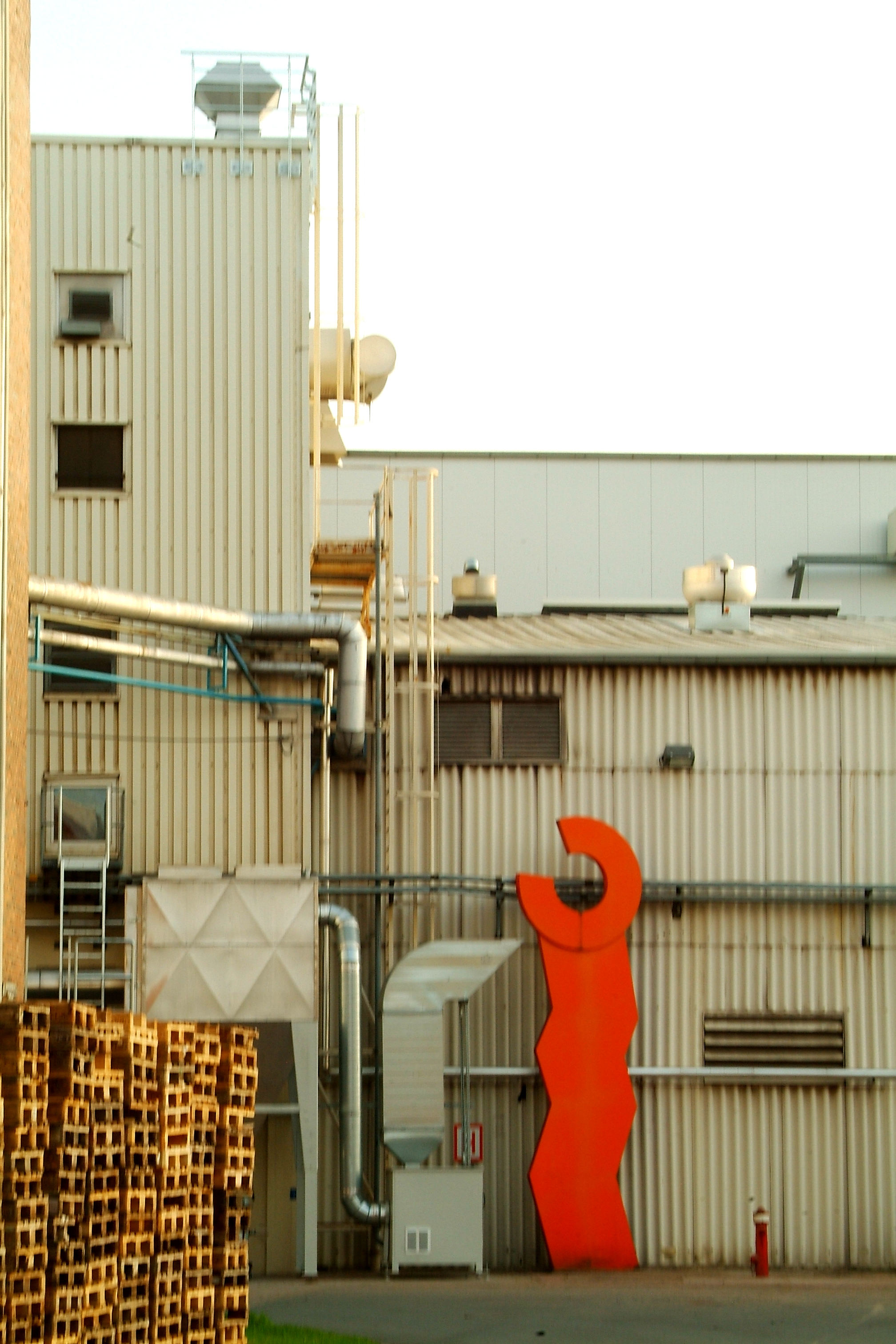
Ulla Lauer